# إلينيا إيرونوتيكا
إلينيا إيرونوتيكا (بالإنجليزية: Alenia Aeronautica) هي شركة إيطالية، تابعة لفينميكانيكا والتي بدورها شركة صناعات فضائية جوية أوروبية. تأسست في 1990. ,يقع مقرها في بوميليانو داركو، تورينو، البندقية، فاريزي، غروتاليي، كازوريا، فودجا. وتشمل الشركات التابعة لها إلينيا إرماتشي و إلينيا إيرونافالي. في مشروع مشترك بحصة متساوية مع إي إيه دي إس، تمتلك إلينيا إيرونوتيكا إيه تي آر.